# Stadtbus Bocholt
Die Stadtbus Bocholt GmbH (Eigenschreibweise StadtBusBocholt), ein Tochterunternehmen der Stadtwerke Bocholt, wurde im Jahr 2001 gegründet und ist ein Anbieter des öffentlichen Nahverkehrs innerhalb Bocholts. Aktuell ist die Westfalenbus GmbH, eine Tochter der DB Regio, mit der Durchführung der Fahrten beauftragt. 2015 waren rund 1,4 Millionen Fahrgäste auf den 12 Linien unterwegs.

## Geschichte
Das Stadtbus-Projekt begann in Bocholt am 19. August 2001. Eingetragen wurde die Firma Stadtbus Bocholt GmbH bereits ein Jahr vorher; Geschäftsführer war Guido Stilling. Dieser hatte die Position bis August 2003 inne, bis er nach Krefeld wechselte. In der Übergangszeit übernahm Carsten Groot die Geschäftsführung, seit August 2004 ist Jens Dörpinghaus Geschäftsführer. Seit demselben Jahr ist die Stadtbus Bocholt GmbH außerdem ein Tochterunternehmen der Stadtwerke Bocholt.
Die Busse, die zwischen August 2010 und Jahresende 2018 fuhren, hatten wie ihre Vorgänger ein blau-grünes Design, jedoch wurden im Juli 2010 für einen Monat rot-weiße Busse verwendet. Anfang 2019 wurde mit dem Wechsel des Betreiberunternehmens eine neue Busflotte mit leicht überarbeitetem Design in Betrieb genommen, die ab Herbst 2019 auch einen Batteriebus umfasst.

### Vergabestreit 2010
Wer als Sieger aus der letzten Ausschreibung hervorgehen würde, war zunächst strittig. NIAG hatte gegen die geplante Vergabe an den Bestbieter SWK Mobil (Krefeld) Einspruch erhoben: Ein rein kommunales Unternehmen dürfe sich nach der Gemeindeordnung Nordrhein-Westfalen nicht so weit von der Heimatgemeinde entfernt wirtschaftlich betätigen. Die Vergabekammer bei der Bezirksregierung Münster folgte dieser Argumentation zunächst. Die Folgeinstanz, das Oberlandesgericht Düsseldorf, neigte demgegenüber dazu, das Ausschreibungsverfahren insgesamt wegen Verfahrensmängeln neu aufzunehmen – mit neuen Chancen für alle bisherigen Bewerber und daher ungewissem Ausgang für die Beteiligten. Ihre letztendliche Einigung verhinderte aber einen für beide Seiten negativen Beschluss der Düsseldorfer Richter. Von 2001 bis 2010 hatte die Stadtbus Bocholt GmbH die Fahrleistungen an RVM Verkehrsdienste, eine Filiale des Regionalverkehrs Münsterland (RVM), vergeben. Als Sub-Subunternehmer setzt NIAG zu Spitzenzeiten Busse ein.

## Linien
Insgesamt bietet die Gesellschaft 13 Verbindungen an. Zentraler Punkt für alle Linien ist der Bustreff (Busbahnhof) im Stadtzentrum.
Folgende Stadtbus-Linien verkehren hier:
- C1 Stenern
- C2 Westfälische Hochschule
- C3 Hochfeld
- C4 Biemenhorst
- C5 Feldmark
- C6 Lowick
- C7 Suderwick – Dinxperlo (Niederlande)
- C8 Barlo (dort AST-Anschluss nach Winterswijk)
- C11 Aalten (Niederlande)
- C13 Industriepark Bocholt
- T11 Inselbad Bahia
- T12 Mussum
- T14 Löverick

Pro Linie wird nur ein Bus eingesetzt. Dieser fährt auf den Linien C1-C6 und C13 im 30-Minuten-Takt aus den Stadtteilen zum Bustreff und hat im Rendezvous-Verfahren zu den Minuten 15 und 45 Anschluss zu den anderen Bussen. Die Linien C7, C8 und C11 fahren nur im 60-Minuten-Takt, die mit „T“ bezeichneten Linien sind Taxibusse und müssen telefonisch vorbestellt werden.
Der Stadtbus verkehrt nur montags bis samstags tagsüber, im Winterhalbjahr gibt es montags bis freitags eine zusätzliche Fahrt am Abend. Spätabends und sonntags fahren Anrufsammeltaxen, an besonderen Tagen oder zu bestimmten Events bietet die Stadtbus GmbH zusätzliche Linienfahrten an. Zur Bocholter Herbstkirmes verkehren die Busse zum Beispiel bis tief in die Nacht. Auch Sonderverkehre zu Konzerten werden durchgeführt. Eine Ausweitung des Betriebs, vor allem in den Randzeiten, wird von der Öffentlichkeit gefordert.
Aufgrund hoher Nachfrage ist 2019 die bisherige Bedarfslinie T13 in eine regulär verkehrende Linie C13 umgewandelt worden, die fortan mit einem besonderen 20/40-Minuten-Takt fährt, um die Anschlüsse an andere Verbindungen besser zu gewährleisten.
Anfang 2018 war testweise für 5 Monate eine Buslinie zwischen Bocholt und Aalten eingerichtet worden. Die Linie, bezeichnet als C11, wird seit 18. August 2021 für drei Jahre angeboten.
Von November 2019 bis Juni 2022 konnte der Stadtbus Bocholt an Samstagen kostenlos benutzt werden.

## Bustreff
Der Bustreff befindet sich in der nördlichen Innenstadt am Europaplatz. Die Stadtbuslinien C1 bis C6 fahren den Bussteig C an, C7 und C8 sowie die Taxibusse halten am Steig D.
Kurz nach Inbetriebnahme wurde der Bustreff mit einem Dach versehen, welches als Wetterschutz dienen soll. Es hat das Design einer Brücke und fügt sich gut in das Gesamtbild des Platzes ein, an dem neben dem Stadtbus-Center auch Banken und das Pressehaus vom Bocholter-Borkener Volksblatt liegen. Allerdings können die Haltestellenbereiche C und D aufgrund des in den Straßenraum ragenden Daches nicht von Doppelstockbussen (Sprinterbus S75 nach Münster) angefahren werden. Unterhalb des Bustreffs befindet sich eine zweigeschossige Tiefgarage.